# Wspólnoty Wieczernikowe
Wspólnoty Wieczernikowe (znane powszechnie jako Wieczernik) to ruch charyzmatyczny w polskim Kościele rzymskokatolickim przeznaczony dla młodzieży. Stanowi formację wstępną do Zjednoczenia Apostolstwa Katolickiego. Poszczególne wspólnoty liczą na ogół kilkanaście osób. Formacją zajmują się zazwyczaj siostry pallotynki.

## Geneza i historia
Inspirując się założeniami Soboru Watykańskiego II, zgodnie z ideą swojego założyciela św. Wincentego Pallottiego, w 1966 roku siostry pallotynki, zauważając pilną potrzebę pracy z młodzieżą w zlaicyzowanych środowiskach rozpoczęły tworzenie wspólnot młodzieżowych przy parafiach w których posługiwały. Pod koniec lat sześćdziesiątych Wieczernik działał przy 41 parafiach. Od 1972 grupy apostolskie młodych ludzi funkcjonują pod nazwą Wspólnoty Wieczernikowe. Od 1990 roku ruch Wspólnot Wieczernikowych jest członkiem Ogólnopolskiej Rady Ruchów Katolickich.

## Działalność
Obecnie formacja wieczernikowa polega na systematycznych spotkaniach formacyjnych, rekolekcjach i dniach skupienia.